# Триплатинадигафний
Триплатинадигафний — бинарное неорганическое соединение, интерметаллид
платины и гафния
с формулой Hf2Pt3,
кристаллы.

## Получение
- Сплавление стехиометрических количеств чистых веществ:

{\displaystyle {\mathsf {3Pt+2Hf\ {\xrightarrow {1670^{o}C}}\ Hf_{2}Pt_{3}}}}

## Физические свойства
Триплатинадигафний образует кристаллы тетрагональной сингонии, пространственная группа I 4/mmm, параметры ячейки a = 0,343 нм, c = 0,873 нм, Z = 2
,
структура типа дисилицида молибдена Mo2Si
.
По другим данным, кристаллы ромбической сингонии, пространственная группа C mcm, параметры ячейки a = 1,4653 нм, b = 0,48741 нм, c = 0,48671 нм, Z = 4,
структура типа трипалладийдититана Ti2Pd3
. А при температуре выше 1630 °C происходит фазовый переход в кристаллы кубической сингонии, параметры ячейки a = 0,3315 нм.
Соединение образуется по перитектоидной реакции при температуре 1670 °C (1630 °C).